# Echinochloa oryzoides
Echinochloa oryzoides là một loài thực vật có hoa trong họ Hòa thảo. Loài này được (Ard.) Fritsch mô tả khoa học đầu tiên năm 1891.